# Società per l'Educazione Fisica Mediolanum 1901
Questa voce raccoglie le informazioni riguardanti la Società per l'Educazione Fisica Mediolanum nelle competizioni ufficiali della stagione 1901.

## Stagione
Si è ritenuto che fosse stata disputata una eliminatoria lombarda tra il Milan ed il Mediolanum ma nelle fonti coeve non vi è alcun riferimento all'incontro neanche sul giornale Corriere dello Sport/La Bicicletta, designato dai rossoneri come organo ufficiale. La partita, se realmente disputata, sarebbe finita con l'affermazione del Milan per 2-0.
Il Mediolanum giocò comunque vari incontri amichevoli oltre che un incontro di Medaglia del Re, perso contro il Milan per 5-0.
La stagione è caratterizzata anche dalla vittoria del Torneo FGNI.

## Divise
La maglia utilizzata per gli incontri di campionato era bianca e nera.
| Manica sinistra · Manica sinistra · Maglietta · Maglietta · Manica destra · Manica destra · Pantaloncini · Calzettoni |

## Organigramma societario
Area direttiva
- Presidente:

Area tecnica
- Allenatore:

## Rosa
| N. |                   | Ruolo | Calciatore         |
| -- | ----------------- | ----- | ------------------ |
|    | Italia (bandiera) | P     | Magnani            |
|    | Italia (bandiera) | D     | Luigi Bosisio      |
|    | Italia (bandiera) | D     | Catullo Gadda      |
|    | Italia (bandiera) | D     | Enrico Ghinelli    |
|    | Italia (bandiera) | D     | Federico Ghinelli  |
|    | Italia (bandiera) | D     | Carlo Magno Magni  |
|    | Italia (bandiera) | D     | Giovanni Massaroni |
|    | Italia (bandiera) | D     | Umberto Meazza     |
|    | Italia (bandiera) | D     | Attilio Pirovano   |

| N. |                           | Ruolo | Calciatore         |
| -- | ------------------------- | ----- | ------------------ |
|    | Italia (bandiera)         | D     | Lorenzo Torretta   |
|    | Italia (bandiera)         | C     | Francesco Angeloni |
|    | non conosciuta (bandiera) | C     | Bardenheirer       |
|    | Italia (bandiera)         | C     | Giulio Ermolli     |
|    | Italia (bandiera)         | C     | Ferraresi          |
|    | Italia (bandiera)         | C     | Maurizio Massaroni |
|    | Italia (bandiera)         | C     | Delfino Parodi     |
|    | Italia (bandiera)         | C     | Giuseppe Rizzi     |
|    | Italia (bandiera)         | A     | Riccardo Luzzato   |

## Calciomercato
| Acquisti | Acquisti         | Acquisti | Acquisti   |
| R.       | Nome             | da       | Modalità   |
| -------- | ---------------- | -------- | ---------- |
| D        | Lorenzo Torretta | Milan    | definitivo |

| Cessioni | Cessioni           | Cessioni | Cessioni   |
| R.       | Nome               | a        | Modalità   |
| -------- | ------------------ | -------- | ---------- |
| D        | Catullo Gadda      | Milan    | definitivo |
| C        | Oscar Frey         |          | svincolato |
| A        | Agostino Recalcati | Milan    | definitivo |

## Risultati

### Medaglia del Re

#### Quarti di finale
| Arbitro: | Nordi (Milano) |

|   |           |  |
| ? | Marcatori |  |

### Torneo FGNI

#### Finale
| Bologna 1901 Finale                   | Mediolanum | 3 – 1 referto | Palestra Ginnastica Ferrara |  |
| \| \| \| \| \| ? \| Marcatori \| ? \| |            |               |                             |  |
|                                       |            |               |                             |  |
| ?                                     | Marcatori  | ?             |                             |  |

## Statistiche

### Statistiche di squadra
| Competizione    | Punti | In casa | In casa | In casa | In casa | In casa | In casa | In trasferta | In trasferta | In trasferta | In trasferta | In trasferta | In trasferta | Totale | Totale | Totale | Totale | Totale | Totale | DR |
| Competizione    | Punti | G       | V       | N       | P       | Gf      | Gs      | G            | V            | N            | P            | Gf           | Gs           | G      | V      | N      | P      | Gf     | Gs     | DR |
| --------------- | ----- | ------- | ------- | ------- | ------- | ------- | ------- | ------------ | ------------ | ------------ | ------------ | ------------ | ------------ | ------ | ------ | ------ | ------ | ------ | ------ | -- |
| Medaglia del Re | -     | 0       | 0       | 0       | 0       | 0       | 0       | 1            | 0            | 0            | 1            | 0            | 5            | 1      | 0      | 0      | 1      | 0      | 5      | -5 |
| Torneo FGNI     | -     | 1       | 1       | 0       | 0       | 3       | 1       | 0            | 0            | 0            | 0            | 0            | 0            | 1      | 1      | 0      | 0      | 3      | 1      | +2 |
| Totale          | -     | 1       | 1       | 0       | 0       | 3       | 1       | 1            | 0            | 0            | 1            | 0            | 5            | 2      | 1      | 0      | 1      | 3      | 6      | -3 |